# 2:30-Stunden-Rennen von Donington 1999

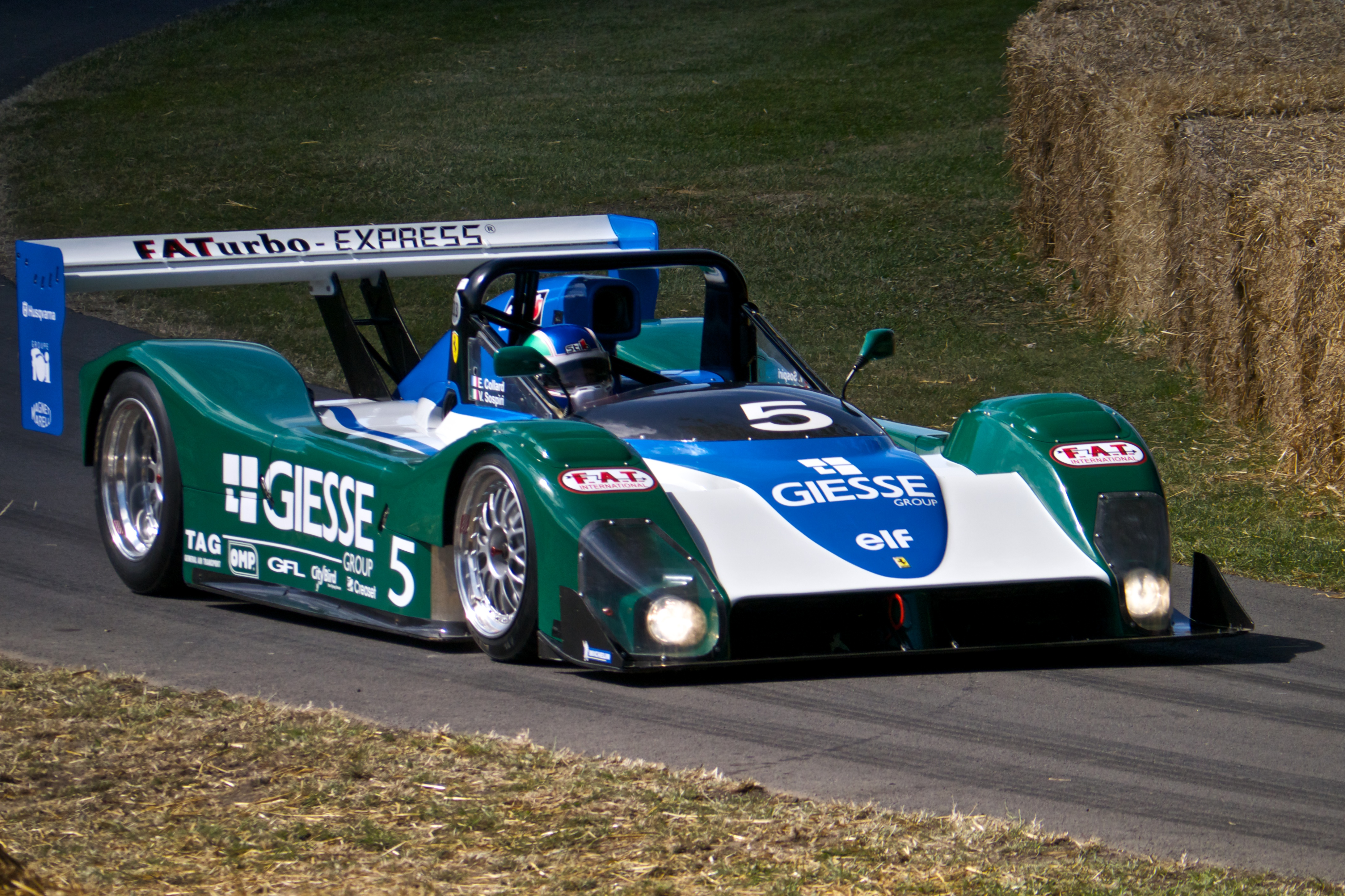
JB Giesse-Ferrari 333SP

Das 2:30-Stunden-Rennen von Donington 1999, auch The Very Fast Show (SportsRacing World Cup), Donington Park, fand am 18. Juli im Donington Park statt und war der fünfte Wertungslauf der FIA-Sportwagen-Meisterschaft dieses Jahres.

## Das Rennen
Nach dem Ende der Sportwagen-Weltmeisterschaft 1992 gab es in Europa zum Unterschied zu Nordamerika einige Jahre kein Sportwagen-Rennserie mehr. Die Etablierung der FIA-Sportwagen-Meisterschaft ging zurück auf eine Initiative des britischen Unternehmers und Rennfahrer John Mangoletsi. Mit dem Beginn der Serie 1997 übernahm die FIA die Ausrichtung und erstellte das Technische Reglement. Die Sportwagen-Meisterschaft war als Ergänzung zur FIA-GT-Meisterschaft konzipiert, die im selben Jahr startete.
1999 wurde die Serie in Sports Racing World Cup und begann im März mit dem 2:30-Stunden-Rennen von Barcelona, das mit dem Gesamtsieg von Emmanuel Collard und Vincenzo Sospiri in einem vom Team Jean-Pierre Jabouilles gemeldeten Ferrari 333SP. In Donington blieben Jean-Marc Gounon und Éric Bernard im DAMS-Lola B98/10 erfolgreich. Attraktion des Rennens war der 56-Jährige Arturo Merzario, der gemeinsam mit Paolo Maccari einen Tampolli SR2 RTA-99 steuerte. Nach einem Unfall des Teamkollegen fiel das Duo im letzten Rennviertel aus.

## Ergebnisse

### Schlussklassement
| 1               | SR1 | 12 | DAMS Team                    | Jean-Marc Gounon Éric Bernard                    | Lola B98/10          | 99 |
| 2               | SR1 | 5  | GLV Brums                    | Gastón Mazzacane Giovanni Lavaggi                | Ferrari 333SP        | 99 |
| 3               | SR1 | 1  | JB Giesse Team Ferrari       | Emmanuel Collard Vincenzo Sospiri                | Ferrari 333SP        | 99 |
| 4               | SR1 | 2  | JB Giesse Team Ferrari       | Mauro Baldi Laurent Redon                        | Ferrari 333SP        | 98 |
| 5               | SR1 | 23 | BMS Scuderia Italia          | Christian Pescatori Emanuele Moncini             | Ferrari 333SP        | 98 |
| 6               | SR1 | 22 | BMS Scuderia Italia          | Marco Zadra Angelo Zadra                         | Ferrari 333SP        | 98 |
| 7               | SR1 | 15 | Target 24                    | Andrea de Lorenzi Nicola Larini                  | Riley & Scott Mk III | 97 |
| 8               | SR1 | 4  | Autosport Racing             | Enzo Calderari Lilian Bryner Jean-Denis Delétraz | Ferrari 333SP        | 96 |
| 9               | SR1 | 6  | Dutch National Racing Team   | Alexander van der Lof Dick Waaijenberg           | Ferrari 333SP        | 93 |
| 10              | SR1 | 10 | Kremer Racing                | John Nielsen Grant Orbell                        | Lola B98/10          | 89 |
| 11              | SR2 | 58 | EBRT Schroder Motorsport     | Martin Henderson Stephane van Dyck               | Pilbeam MP84         | 88 |
| 12              | SR2 | 53 | Siliprandi                   | Piergiuseppe Peroni Leonardo Maddalena           | Lucchini SR2 99      | 87 |
| 13              | SR2 | 99 | P.R. Bruneau                 | Jean-François Yvon Pierre Bruneau                | Debora LMP296        | 86 |
| 14              | SR2 | 57 | Scuderia Giudici             | Raffaele Raimondi Gianni Giudici                 | Picchio MB1          | 86 |
| 15              | SR1 | 7  | BPR Competition              | Remko Papenburg Bert Ploeg                       | Kremer K8            | 85 |
| 16              | SR2 | 60 | Lucchini Engineering         | Salvatore Ronca Massimo Saccomanno               | Lucchini SR2 99      | 85 |
| 17              | SR2 | 50 | Mark Bailey Racing           | Nigel Smith Barry Shaw                           | MBR 972              | 70 |
| Ausgefallen     |     |    |                              |                                                  |                      |    |
| 18              | SR2 | 56 | Cauduro Tampolli Team        | Paolo Maccari Arturo Merzario                    | Tampolli SR2 RTA-99  | 75 |
| 19              | SR1 | 25 | RWS Motorsport               | Luca Riccitelli Günther Blieninger               | Riley & Scott Mk III | 54 |
| 20              | SR2 | 62 | Turbomotor                   | Filippo Francioni Roberto Tonetti                | Sighinolfi 1999      | 49 |
| 21              | SR1 | 40 | Multimatic                   | Scott Maxwell Harri Toivonen                     | Lola B98/10          | 34 |
| 22              | SR1 | 18 | Simpson Engineering          | Martin O’Connell Warren Carway                   | Matrix XP            | 31 |
| 23              | SR1 | 16 | Conrero                      | Beppe Gabbiani Felipe Ortiz John Burton          | Riley & Scott Mk III | 18 |
| 24              | SR2 | 55 | Cauduro Tampolli Team        | Angelo Lancelotti Giovanna Amati                 | Tampolli SR2 RTA-99  | 16 |
| 25              | SR1 | 31 | Riley & Scott Europe         | Gary Formato Philippe Gache Franck Lagorce       | Riley & Scott Mk III | 11 |
| 26              | SR1 | 11 | SCI                          | Ranieri Randaccio Stefano Sebastiani             | Lucchini SR1-98      | 6  |
| Nicht gestartet |     |    |                              |                                                  |                      |    |
| 27              | SR1 | 8  | G4 Team Gebhardt Racing Cars | Harald Becker Mathias Andersson Michael Herich   | Gebhardt G4          | 1  |
| 28              | SR1 | 26 | Kelemata Italtechnica        | Felice Tedeschi Gianluca Giraudi                 | Ferrari 333SP        | 2  |
| 29              | SR2 | 51 | Mark Bailey Racing           | Heinrich Langfermann Richard Fores               | MBR 972              | 3  |
| 30              | SR2 | 63 | Pilbeam                      | Peter Owen Mark Smithson                         | Pilbeam MB84         | 4  |

1 überhitzter Motor im Training
2 Unfall im Training
3 Unfall im Training
4 Motorschaden im Training

### Nur in der Meldeliste
Hier finden sich Teams, Fahrer und Fahrzeuge, die ursprünglich für das Rennen gemeldet waren, aber aus den unterschiedlichsten Gründen daran nicht teilnahmen.
| Pos. | Klasse | Nr. | Team                 | Fahrer        | Chassis              |
| ---- | ------ | --- | -------------------- | ------------- | -------------------- |
| 31   | SR1    | 17  | Price & Bscher       | Thomas Bscher | BMW V12 LM           |
| 32   | SR1    | 32  | Riley & Scott Europe |               | Riley & Scott Mk III |
| 33   | SR2    | 54  | Luigi Taverna        |               | Osella PA20          |
| 34   | SR2    | 59  | Debora               |               | Debora               |

### Klassensieger
| Klasse | Fahrer           | Fahrer            | Fahrzeug     | Platzierung im Gesamtklassement |
| ------ | ---------------- | ----------------- | ------------ | ------------------------------- |
| SR1    | Jean-Marc Gounon | Éric Bernard      | Lola B98/10  | Gesamtsieg                      |
| SR2    | Martin Henderson | Stephane van Dyck | Pilbeam MP84 | Rang 11                         |

### Renndaten
- Gemeldet: 34
- Gestartet: 26
- Gewertet: 17
- Rennklassen: 2
- Zuschauer: 18000
- Wetter am Renntag: warm und trocken
- Streckenlänge: 4,023 km
- Fahrzeit des Siegerteams: 2:30:04,848 Stunden
- Gesamtrunden des Siegerteams: 99
- Gesamtdistanz des Siegerteams: 398,313 km
- Siegerschnitt: 159,240 km/h
- Pole Position: Jean-Marc Gounon – Lola B98/10 (#12) – 1:24,639 = 171,128 km/h
- Schnellste Rennrunde: John Nielsen – Lola B98/10 (#10) – 1:25,928 = 168,400 km/h
- Rennserie: 5. Lauf zur FIA-Sportwagen-Meisterschaft 1999